# Glans clitoridis

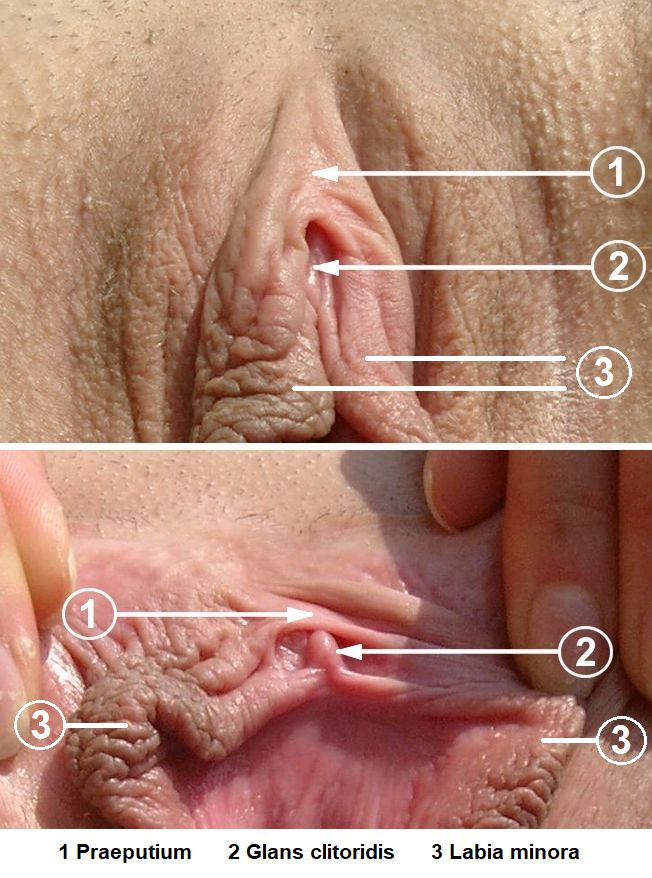
clitorisvoorhuid (1) en glans clitoridis (2)

De glans clitoridis of  clitoriseikel is het verdikte zichtbare uiteinde van de clitoris. Het is zichtbaar als een klein roze bolletje van een paar milliliter tot wel een centimeter groot. Het wordt afgeschermd door de clitorishoed, en komt hieruit tevoorschijn bij de erectie van de clitoris. De glans clitoridis bevat zeer veel zenuwuiteinden en is gevoelig voor seksuele opwinding. De glans clitoridis is homoloog aan de eikel van de penis.